# Javrezac
Javrezac is een gemeente in het Franse departement Charente (regio Nouvelle-Aquitaine) en telt 688 inwoners (1999). De plaats maakt deel uit van het arrondissement Cognac.

## Geografie
De oppervlakte van Javrezac bedraagt 3,7 km², de bevolkingsdichtheid is 185,9 inwoners per km².
De onderstaande kaart toont de ligging van Javrezac met de belangrijkste infrastructuur en aangrenzende gemeenten.

## Demografie
Onderstaande figuur toont het verloop van het inwonertal (bron: INSEE-tellingen).